# Kinas damlandslag i landhockey

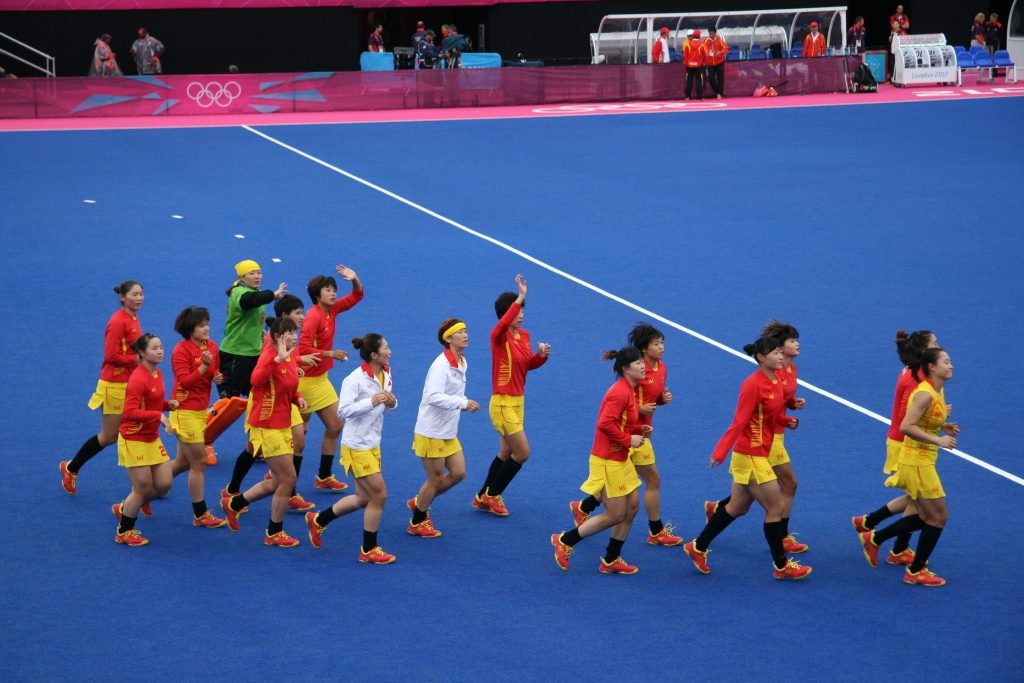
Kinas damlandslag efter 0-0-matchen mot Belgien vid 2012 års olympiska turnering i London.

Kinas damlandslag i landhockey representerar Kina i landhockey på damsidan. Laget tog olympiskt silver 2008 i Peking. samt brons vid världsmästerskapet 2002 i Perth.

### Fotnoter
1. ↑  Todor Krastev (12 mars 2008). ”Women Field Hockey Olympic Games 2008 Beijing (CHN) - 10-22.08 +8 GMT Winner Netherlands” (på engelska). Sport Statistics. Arkiverad från originalet den 29 juni 2015. https://web.archive.org/web/20150629100623/http://todor66.com/hockey/field/Olympic/Women_2008.html. Läst 27 juli 2015.
2. ↑  Todor Krastev (12 mars 2002). ”Women Field Hockey World Cup 2002 Perth (AUS) - 24.11-08.12 Winner Argentina” (på engelska). Sport Statistics. Arkiverad från originalet den 2 januari 2015. https://web.archive.org/web/20150102100106/http://todor66.com/hockey/field/World/Women_2002.html. Läst 27 juli 2015.